# Sam Webb
Sam Webb (Maine, 4 de junio de 1945) es un político comunista estadounidense, presidente nacional del CPUSA entre 2000 y 2014.

## Primeros años de vida
Estudió y se graduó en 1967 por la St. Francis Xavier University, en la provincia canadiense de Nueva Escocia. Obtuvo una Maestría en Economía por la Universidad de Connecticut. Webb, que reside en la ciudad de Nueva York.

## Vida pública
Sus posiciones públicas han sido críticas con el actual gobierno de los Estados Unidos, las instituciones y la estructura de clases, pero relativamente acrítica de los principios del Gobierno estadounidense, por ejemplo, la democracia y de los controles y equilibrios, lo cual es coherente con las políticas actuales del CPUSA. Webb es un firme defensor del socialismo y la democracia.
Webb lideró al CPUSA cuando se tomó la decisión de apoyar a algunos candidatos del Partido Demócrata en las elecciones presidenciales de 2004. En cuanto a los dos principales partidos, considerados como capitalistas, Webb ha argumentado que los trabajadores y la propia democracia están en peligro si los republicanos están en el poder.
Webb ha argumentado que la política independiente debe hacerse de manera que se construya confianza y victorias, no en la forma habitual que es visto como un escenario de perder, incluso por los proponentes de terceros partidos como ellos.
El liderazgo de Webb ha dado lugar a nuevos desarrollos en el pensamiento político comunista de Estados Unidos, el activismo y la apertura. Esto incluye el desarrollo de un amplio debate sobre el socialismo y una forma de llegada más profunda junto con debates y análisis de las cuestiones claves de la democracia. 
Es el autor de Reflections on Socialism, un documento que refleja las ideas que se presentaron por primera vez en 2005 el Foro de Izquierda en Nueva York. Este documento, cuyo propósito es iniciar un diálogo nacional sobre el socialismo, señala que el socialismo es una vez más objeto de debate en el movimiento sindical, el movimiento estudiantil, las revistas populares y, desde luego, en los pasillos del poder en todo el mundo.
Webb ha viajado a la República Popular China, al Reino Unido, a Vietnam y a Cuba, donde se reunió con varios líderes comunistas y socialistas. También ha representado al CPUSA en la reunión mundial de partidos comunistas que tuvo lugar en Atenas, Grecia, en diciembre de 2011.
En 2014, Webb no buscó la reelección como presidente del CPUSA de cara a la XXX Conferencia Nacional, en la que se eligió a John Bachtell como su sucesor al frente del partido.
En 2015 Webb dimitió de sus cargos en el Comité Nacional del CPUSA y de su militancia de casi 40 años en el partido, abogando por su disolución. Se unió al Partido Demócrata en 2016 y declaró su apoyo total a la candidatura de Hillary Clinton en las primarias demócratas para las elecciones presidenciales de ese año. También condenó a los partidarios del candidato izquierdista Bernie Sanders por "romper la unidad" de la formación demócrata.